# Benny Hill
Alfred Hawthorne Hill, conegut pel nom artístic Benny Hill (Southampton, 21 de gener de 1924 − Teddington, Londres, 20 d'abril de 1992) fou un comediant i actor anglès. Va començar a treballar el 1937, i el seu programa de televisió The Benny Hill Show va tenir èxit durant molts anys, del 1955 al 1991.

## Biografia
Alfred Hill va néixer a Southampton, on ell i el seu germà van anar a escola de Tauntons. Durant la Segona Guerra Mundial, va ser un dels alumnes traslladats a l'escola Bournemouth. En acabar l'escola, va treballar com a lleter a Eastleigh. Després, com a xofer, operador i bateria. Treballava molt i tenia pocs amics, encara que els que el van conèixer de prop insisteixen que ell mai se sentia sol. No es va casar, encara que va proposar matrimoni a tres dones al llarg de la seva vida (una d'elles, la filla d'un escriptor britànic) i va ser rebutjat per totes. Encara que posseïa una casa familiar a Southampton, mai va comprar la seva pròpia llar a Londres. Tampoc un cotxe. En canvi, va preferir llogar un petit apartament en Teddington, prop dels estudis on treballava. La seva mare va viure amb ell fins a la seva mort, poc abans de la seva.
Li encantava viatjar, motiu pel qual visitava Marsella amb freqüència. Era francòfil i parlava, a més, alemany, espanyol, italià i neerlandès. Fins als anys 1980, va gaudir de l'anonimat dels cafès a l'aire lliure i del transport públic. Tot va canviar a partir de llavors, quan tothom ja sabia qui era el seu alter ego: Benny Hill. Alguns diuen que va escollir Benny pel nom del teatre on va debutar en 1941; d'altres, pel còmic favorit del seu avi.

### Començament
El seu avi el va introduir al món de l'espectacle i el teatre. Inspirat pels còmics del music hall, va pensar a donar-li el seu toc al negoci de l'escenari. Hill va adoptar un nom artístic i va començar a fer actuacions en clubs  masons, sopars de treball, night clubs i teatres. Va fer una audició pel teatre Windmill, on va obtenir la seva primera ocupació en el teatre professional.
Entre el final de la segona guerra mundial i l'inici de la televisió, va treballar en la ràdio. El seu primer paper en televisió va ser el 1949 al programa Hi There. Va continuar actuant intermitentment fins que el 1955 la seva carrera es va veure catapultada amb El xou de Benny Hill en la BBC. Entre els seus personatges més recurrents es trobaven Patricia Hayes, Jeremy Hawk, Peter Vernon, Ronnie Brody i Dave Freeman. També va tenir un programa de ràdio de breu durada, El temps de Benny Hill, que va estar en l'aire entre 1964 i 1966.
El 1964 va interpretar Nick Bottom en una producció per a televisió de El somni d'una nit d'estiu, de William Shakespeare.

### El xou de Benny Hill
El 1969 el programa va ser traslladat de la BBC a la Thames Television, on va romandre fins al 1989.
Ben Elton va definir el programa com a sexista, igual que d'altres famosos còmics dels anys 1980. El xou es repeteix rarament a la televisió, per satèl·lit o per cable, si bé s'ha emès recentment al canal de cable BBC Amèrica.
| «                                | A la Gran Bretanya, Benny Hill és tabú. | » |
| — Mark Lewishon, biògraf d'Hill. |                                         |   |

A Espanya aquest programa va començar a ser transmès en forma intermitent durant la dècada de 1980 per la cadena pública Televisió Espanyola amb el doblatge realitzat pels estudis Sonygraf. Posteriorment, a principis dels anys 1990, el programa va tenir un cert èxit després de la seva emissió en la —llavors recentment inaugurada— cadena privada Telecinco. Destacar que, poc abans de morir, Benny Hill va viatjar a Espanya com convidat al programa Las noches de tal y tal, on va haver-hi un petit combat a bufetades suaus entre el presentador del programa Jesús Gil y Gil i el propi Hill.

### Mort
La seva salut va començar a declinar a principis dels anys 1990. Pesava més de 100 kg i patia problemes per la seva obesitat. L'11 de febrer de 1992, després d'un atac al cor, els metges li van recomanar perdre pes i fer-se un baipàs coronari, cosa a la que es va negar. Una setmana més tard se li va diagnosticar una insuficiència renal.
Dos mesos després, el 20 d'abril de 1992, Hill va morir sol, a la seva casa del 7 Fairwater, als 68 anys a causa d'una trombosi coronària. El seu cos va ser trobat cinc dies més tard pel seu productor, Dennis Kirkland. Després de diversos intents fallits de contactar amb Hill telefònicament, Kirkland va escalar fins al tercer pis de la casa on vivia l'artista i va alertar als veïns perquè cridessin a la policia: havia trobat el cadàver, assegut en la seva butaca davant de la televisió.
Va ser inhumat en el cementiri de Hollybrook, prop del seu lloc de naixement.

### Herència
La fortuna de l'actor tenia un valor aproximat de 10 milions de lliures esterlines, que es van repartir els seus nombrosos nebots. Una nota va ser trobada entre les seves pertinences que assignava enormes sumes de diners a varis dels seus amics: Sue Upton, Louise English, Henry McGee, Bob Todd i Dennis Kirkland. No obstant això, no va poder demostrar-se la validesa de la nota.

## Filmografia

### Cinema
- Those Magnificent Men in Their Flying Machines (1965) de Ken Annakin.
- Chitty Chitty Bang Bang (1968) de Ken Hughes.
- Un treball a Itàlia (1969) de Peter Collinson.

### Televisió
- Hi There (1949)
- El Show de Benny Hill (1955-1989)
- Eddie In August TV-Short (1970)

### Radio
- El temps de Benny Hill (1964-1966)

## Enregistraments
- Gather in the Mushrooms (1961)
- Transistor Radio (1961)
- Harvest of Love (1963)
- Ernie (The Fastest Milkman In The West) (1971)

## Premis i nominacions

### Nominacions
- 1980. Primetime Emmy al millor programa còmic, musical o de varietats per The Benny Hill Show
- 1981. Primetime Emmy al millor programa còmic, musical o de varietats per The Benny Hill Show